# Vanja Vonckx
Vanja Vonckx, née le 12 février 1973 à Bonheiden, est une coureuse cycliste belge des années 1990 et 2000. Professionnelle entre 1999 et 2002, elle a notamment remporté le Trophée International de Beauvois-en-Cambrésis en 1999, une des manches de la Coupe du monde. Elle a représenté son pays lors des mondiaux de 1994 (61e), 1997 (67e), 1999 (55e) et  2002 (75e). Elle s'est également classée 40e de la course en ligne des Jeux olympiques d'été de 2000.

## Palmarès sur route

### Par années
- 1989
  -  Championne de Belgique sur route cadettes
- 1990
  - 3e du championnat de Belgique sur route juniors
- 1990
  - 7e du championnat du monde sur route juniors
- 1993
  - 3e du championnat de Belgique sur route
- 1995
  - 1re étape du Tour de Vendée
  - 3e du championnat de Belgique sur route
  - 3e du Championnat des Flandres
- 1996
  -  Championne d'Europe de la police sur route
- 1998
  - 4e étape du Tour de Vendée
  - 2e de la Novilon Euregio Cup
  - 2e du Championnat des Flandres
- 1999
  - Trophée International de Beauvois-en-Cambrésis (Cdm)
  - 2e du championnat de Belgique sur route
- 2002
  - Putte-Kapellen

### Résultats sur les grands tours

#### Tour de la CEE
- 1993 : 48e

### Tour cycliste féminin
- 1994 : 51e
- 1996 : 49e
- 1997 : 60e

### Tour de l'Aude
- 1995 : 56e
- 1996 : 49e

#### Tour d'Italie
- 1998 : 61e